# Conny Mithander
Lars Erik Conny Mithander, född 17 mars 1954 i Skoghall, Värmlands län, är filosofie doktor i idé- och lärdomshistoria och docent vid Karlstads universitet. Mithander disputerade vid Göteborgs universitet den 28 januari 1989 på en avhandling om ideologisk konvergens mellan politisk höger och politisk vänster. Han analyserade där den konservative tänkaren Thomas Carlyles och den kommunistiske tänkaren Friedrich Engels' kritik av 1840-talets kapitalism och industriella relationer i England.
Mithander är sedan 1990-talet verksam vid Karlstads universitet, som lärare och forskare, och deltar i den kulturella debatten. Hans forskning har rört radikalkonservatism, mediernas bilder av nynazism, samt "minnesgestaltning" (minneskultur eller memory work), minnets betydelse för identitet, kultur och historia. I Collective traumas (2007) undersöker han Per Engdahl och Nysvenska rörelsens reaktion på Tysklands nederlag 1945. Det är, skrev Svenska Dagbladet, "en studie i hur man inte bör hantera ett kollektivt trauma, en berättelse om det meningslösa i att envetet vägra se sanningen i vitögat och rätta sig efter dess realiteter".